# Nella Bielski
Pour les articles homonymes, voir Bielski.
Nella Bielski, née à Synelnykove (Ukraine) en 1937 et morte le 4 novembre 2020 à Antony, est une actrice et écrivaine française d'origine ukrainienne.

## Biographie
En 1956, Nella Bielski devient étudiante de philosophie à l'université d'État de Moscou. En 1959, elle rencontre le journaliste et réalisateur français Michel Cournot qu'elle épouse au début des années 1960. Elle est autorisée à quitter l'Union soviétique et s'établit en France en 1962. Bielski joue dans cinq films entre 1968 et 1978, notamment le film de son mari Les Gauloises bleues où il l'impose comme premier rôle alors que la production pense qu'il est trop difficile de financer un film avec Nella Bielski dans le rôle principal et lui préfère Annie Girardot. Gilles Jacob la décrit comme une « jolie brune à la voix chantante. »
En 1974, elle est invitée dans l'émission Italiques pour débattre avec Henri Troyat de la rentrée littéraire.
Son premier roman, Voronej, écrit en français, est édité en 1970 et est suivi par plusieurs autres œuvres romanesques, dont beaucoup seront traduites en anglais, comme Deux oranges pour le fils d'Alexandre Lévy et C'était l'an 42.
Elle collabore à plusieurs pièces de théâtre dont Une question de géographie, jouée par la Royal Shakespeare Company au Pit Theater à Londres.

## Filmographie
- 1968 : Les Gauloises bleues de Michel Cournot : Jeanne
- 1968 : La Bande à Bonnot de Philippe Fourastié : Rirette Maîtrejean
- 1969 : Money-Money de José Varela
- 1971 : Rendez-vous à Bray d'André Delvaux : la femme du train
- 1978 : Robert et Robert de Claude Lelouch

## Publications
- 1968: Voronej, éd. Robert Laffont; réed. Le temps qu'il fait,1996. Prix Ladislas Dormandi[4],[5]
- 1974 : Le Tramway d'osier, Robert Laffont[6]
- 1979 : Deux oranges pour le fils d'Alexandre Lévy, Mercure de France
- 1980 : Si belles et fraîches étaient les roses, Mercure de France[7]
- 1984 : Une question de géographie[8], pièce de théâtre écrite avec John Berger;
- 1994 : La Pulpe de l’étreinte (au sujet de Rainer Maria Rilke)
- 2008 : C'était l'an 42, Meudon : Quidam, deuxième édition[9]

## Distinctions

### Décoration
Nella Bielski est chevalier des Arts et des Lettres.

### Récompense
Ses traducteurs, John Berger et Lisa Appignanesi, ont obtenu en 2005 le Prix Scott Moncrieff pour son roman The Year Is '42.